# Jan de Brébeuf
Jan de Brébeuf SJ (ur. 25 marca 1593 w Normandii, zm. 16 marca 1649 na terenach obecnej Kanady) – święty Kościoła Katolickiego, męczennik katolicki, jezuita, misjonarz.

## Życiorys
Wstąpił do zakonu jezuitów w 1617 r. Po złożeniu ślubów pełnił obowiązki pedagoga przy młodzieży (1619-1621), po czym odbył studia filozoficzne i teologiczne (1621–1625). Wyświęcony na kapłana, na własną prośbę został skierowany na misję do Kanady, gdzie dotarł w 1625 r.

### Działalność misyjna
Pracował wśród szczepu indiańskiego Algonkinów; przez pięć miesięcy uczył się języka. Swą dobrocią i okazywaną pomocą pozyskał sobie sympatię tubylców. Dla wygody własnej i następców ułożył słownik i gramatykę języka tego szczepu. Nie udało mu się jednak nawrócić na wiarę chrześcijańską ani jednego z tych Indian. Udał się więc do szczepu Huronów nad Rzeką Świętego Wawrzyńca. I tu zdobył przyjaźń Indian, ale również nie zdołał nikogo nawrócić. W ciągu trzech lat wyczerpującej pracy w surowych warunkach ochrzcił zaledwie jedno umierające dziecko. Była to najcięższa próba, jaka mogła spotkać misjonarza.
Po zdobyciu Quebecu przez Anglików musiał powrócić w 1629 r. do Francji, ale po odzyskaniu Kanady przez Francuzów (1632) wyruszył znów na misje wraz z grupą innych misjonarzy. W 1636 r. epidemia zaczęła niszczyć ludność wiosek Huronów. Misjonarze starali się ich ratować. Wtedy o. de Brébeuf złożył ślub gotowości na wszystkie cierpienia, byle tylko pozyskać dla Jezusa dusze Indian. Właśnie ta epidemia stała się dla misjonarzy opatrznościowa. Indianie widząc, że biali nie chorują, zaczęli w nich widzieć czarnoksiężników. W 1649 r. było już 7 tys. ochrzczonych Indian.
W czasie jednej z uciążliwych podróży w zimie 1640/1641 roku Jan złamał łopatkę i przez trzy lata musiał przebywać w szpitalu w Quebecu. Wrócił do pracy w 1644.

### Śmierć

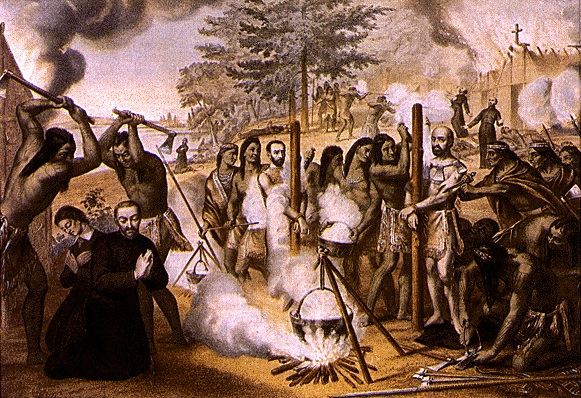
Męczennicy kanadyjscy 1649 r.

Jego dzieło zostało zniszczone przez Irokezów. 6 marca 1649 r. napadli oni na wioski Huronów i wymordowali większość mieszkańców. Jan do końca zachęcał swoich wiernych: „Dzieci moje, podnieście oczy wasze ku niebu. Bóg widzi nasze cierpienia i męki. Ma dla nas piękną nagrodę”. Irokezi ze szczególną zawziętością dręczyli misjonarza: wyrywali paznokcie, zadawali rany, nabijali na pal i zaczęli palić go żywcem, wypalili mu oczy, wreszcie jego głowę zanurzyli w wodzie, by w ten sposób wykpić chrzest. Wściekli, że nie mogli wydobyć z ust męczennika okrzyków boleści, Irokezi zaczęli miażdżyć mu twarz, piersi i całe ciało. W końcu pełni podziwu dla jego męstwa wyrwali mu serce i zjedli je, by posiąść odwagę, jaką on okazał. Razem z nim zamordowano Gabriela Lalementa. W podobnie okrutny sposób zabito ich towarzyszy: Izaaka Jogues’a, Antoniego Daniela, Karola Garniera, Natalisa Chabanela i dwóch braci zakonnych: Jana de Lalanda i Rene Goupila.

## Znaczenie
Beatyfikowani w 1922, a kanonizowani w 1930 przez papieża Piusa XI w grupie Męczenników kanadyjskich. Jest patronem Kanady.